# Nowiny (Cisie)
Nowiny – część wsi Cisie w Polsce położona w województwie mazowieckim, w powiecie mińskim, w gminie Halinów.
Obejmuje zabudowania na południe od Cisia, w pobliżu autostrady A2. Dawniej samodzielna wieś.
Do 1 kwietnia 1930 w gminie Wiązowna, następnie w gminie Okuniew. Od 1 lipca 1952 w gminie Halinów.
W latach 1975–1998 miejscowość administracyjnie należała do województwa warszawskiego.
Uwaga: Incydentalnie wieś Cisie w powiecie częstochowskim także obejmuje część wsi o nazwie Nowiny (SIMC 0130412).